# William A. Draves
William August Draves, född den 12 maj 1912, död den 28 juni 1994, var en amerikansk religiös ledare och grundare av mormonkyrkan Kristi Kyrka.
Draves växte upp i västra Nebraska som det tredje äldsta barnet i en familj med åtta barn. Som tioåring besökte han tillsammans med sin far och en äldre bror en gudstjänst i en församling tillhörande  Reorganiserade Jesu Kristi Kyrka av Sista Dagars Heliga. När han var 13 år gammal flyttade familjen till Colorado där han döptes i, och blev medlem av, Jesu Kristi Kyrka av Sista Dagars Heliga.
År 1929, när Draves var knappt 17 år gammal, kom familjen i kontakt med de uppenbarelser som Otto Fetting, apostel inom Church of Christ (Temple Lot), publicerat. Efter faderns död i en tågolycka beslutade William samma sommar att resa till Independence i Missouri för att ansluta sig till Church of Christ (Temple Lot) och delta i bygget av det "tempel som mormonkyrkans grundare Joseph Smith sett i en uppenbarelse 1831 och som Fetting nu sagt sig fått i uppdrag att genomföra. Samma år grävdes grunden till templet, med yttermåtten 55 m × 27,5 m.
När kyrkan splittrades på grund av Otto Fettings tolfte uppenbarelse valde Draves att följa honom och ansluta sig till Fettings egna Kristi Kyrka. 1931 döptes Draves av aposteln W P Buckley och senare ordinerades han till äldste av aposteln George Backus. 1940 ordinerades han slutligen själv till apostel inom Fettings Kristi Kyrka.
Draves började själv hävda att han fick en massa änglabesök. Efter hans 26:e publicerade budskap tog kyrkan 1943 avstånd från Draves uppenbarelser och beslutade att endast godkänna Fettings 30 publicerade budskap som gudomligt inspirerade.
Draves och hans anhängare bildade då en egen Kristi Kyrka, vars ledare Draves var fram till sin död den 28 juni 1994. Totalt finns 90 nedskrivna änglabudskap bevarade efter Draves.